# Phyllonorycter foliolosi
Phyllonorycter foliolosi är en fjärilsart som beskrevs av Walsingham 1907. Phyllonorycter foliolosi ingår i släktet guldmalar, och familjen styltmalar.
Artens utbredningsområde är:
- Algeriet.
- Spanien.

Inga underarter finns listade i Catalogue of Life.

## Bildgalleri

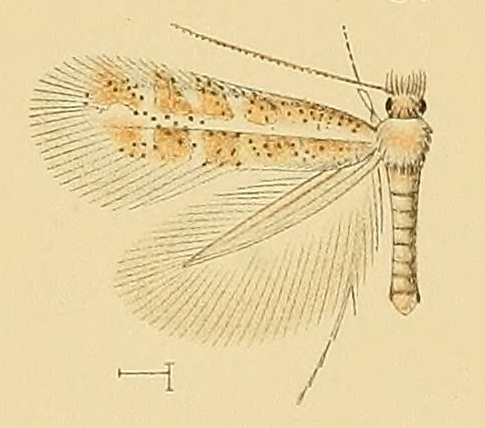